# Benemeriti della salute pubblica
Le medaglie per i benemeriti della salute pubblica furono uno degli strumenti utilizzati dai governi per manifestare ufficialmente la gratitudine verso coloro che si erano prodigati per alleviare le sofferenze delle popolazioni colpite dalle epidemie che periodicamente flagellavano l'Europa e il mondo.
In Italia questa benemerenza, che esisteva già in alcuni Stati preunitari, fu istituita nel neonato Regno d'Italia nel 1867, fu confermata dalla Repubblica nel 1946, ed è ancora in essere, immutata nelle caratteristiche fondamentali.

## Ducato di Parma e Piacenza
Una medaglia di benemerenza fu creata da Maria Luigia per premiare coloro che seppero co' provvedimenti, co' consigli, coll'opera, farsi degni della Nostra gratitudine in occasione dell'epidemia di colera del 1836.

### Insegne
La medaglia, in oro o d'argento, reca:
sul rectol'effigie di Maria Luigia
sul versola scritta: «Ai benemeriti della Sanità Pubblica nel 1836».
La medaglia si portava sul petto, dal lato sinistro, appesa a un nastro verde.
Una seconda medaglia fu successivamente creata da Luisa Maria il 12 novembre 1855 e utilizzata anche in occasione di altre calamità pubbliche.
La medaglia, in oro, argento o bronzo, reca:
sul rectol'effigie di Luisa Maria e suo figlio Roberto I, duca di Parma
sul versola scritta: «Alla carità coraggiosa».
La medaglia era appesa ad un nastro di colore turchino e listato di rosso nei lembi.

## Regno di Sardegna
Nel 1854 una nuova epidemia di colera si diffuse in tutta Europa, in Italia i morti furono moltissimi, fu colpito anche il Corpo di Spedizione Sardo in Crimea che perse circa 1300 uomini, tra i quali il generale Alessandro Lamarmora.
Nel Regno di Sardegna, con regio decreto del 13 settembre 1854, Vittorio Emanuele II istituì una medaglia ai benemeriti della salute pubblica per "premiare le persone che si resero in modo eminente benemerite nella recente invasione di colera".
La medaglia veniva conferita dal re su proposta del Ministro dell'interno.
Contrariamente a quanto stabilito con il provvedimento istitutivo del 1854, con regio decreto n. 4394 del 1868, emesso quindi dal Regno d'Italia dopo l'unificazione, le medaglie furono dichiarate portabili, con un nastro identico a quello previsto per la medaglia che nel frattempo era stata istituita con il regio decreto n. 3872 del 1867.
Per fregiarsi della medaglia i decorati dovettero munirla di appiccagnolo.

### Insegne
La medaglia, d'argento dorato o d'argento, reca:
sul rectol'effigie del re,
sul versouna corona d'olivo e di quercia con il nome del premiato, che veniva anche pubblicato nel giornale ufficiale del regno.
Le medaglie si portavano sul petto, a sinistra, appese a un nastro di seta largo trentasei millimetri di color cilestro, con orli neri di sei millimetri.

## Regno d'Italia
Il colera tornò ad imperversare nella penisola nel 1866 per poi ricomparire nel 1867, rendendo necessario per il neonato regno un segno di riconoscimento per coloro che si erano particolarmente impegnati a combattere il morbo.
La medaglia ai benemeriti della salute pubblica fu istituita dal Governo italiano con regio decreto n. 3872 del 1867 per manifestare la riconoscenza e l'ammirazione del paese a coloro che, dal gennaio 1867 in poi, si erano coraggiosamente adoperati per dare sollievo alle popolazioni colpite dal colera.
Anche le donne e le persone di umile condizione potevano essere insignite della medaglia.
La medaglia poteva essere d'oro, argento o bronzo a seconda del grado di merito.
Dopo l'epidemia di colera del 1884, con regio decreto n. 2773 del 1884 e regio decreto n. 3706 del 1886 fu istituita anche un'«attestazione di benemerenza» a favore di quelle persone i cui titoli non erano tali da poter ottenere una medaglia.

### Criteri di eleggibilità
La benemerenza era 
(art. 1)
Con regio decreto n. 6092 del 5 maggio 1889 furono autorizzati a fregiarsi della medaglia di bronzo tutti coloro che avevano conseguito un regolare attestato di menzione onorevole per fatti compiuti durante le epidemie che precedenti la pubblicazione del decreto istitutivo del 28 agosto 1867; questi potevano ottenere che in calce all'attestato stesso fosse apposto « Autorizzato a fregiarsi della medaglia di bronzo pei benemeriti della salute pubblica a senso del R. decreto 5 maggio 1889 » e ricevere la medaglia con il relativo nastro e astuccio.

Con decreto luogotenenziale n. 1711 del 1915 il conferimento della medaglia fu esteso 

Durante la prima guerra mondiale, con decreto luogotenenziale n. 624 del 1916 il conferimento della medaglia fu esteso 
Questa speciale concessione poteva essere fatta entro il termine di sei mesi dalla conclusione della pace.

### Concessione
La benemerenza veniva conferita dal re, su proposta del Ministro dell'interno in seguito al parere espresso da Commissioni all'uopo costituite.
Con regio decreto n. 2706 del 1884 fu stabilita una procedura speciale per la concessione: quando l'atto generoso era sufficientemente accertato, per le circostanze di tempo e di luogo nelle quali era stato compiuto e per la qualità delle persone che vi avevano assistito, il re poteva conferire la medaglia su semplice proposta del Ministro degli interni.

#### Commissioni circondariali
Il Ministro dell'interno proponeva le concessioni a seguito di pareri espressi da Commissioni costituite in ogni Circondario e composte da:
- prefetto o sottoprefetto;
- presidente del tribunale civile e correzionale;
- procuratore del Re;
- sindaco del capoluogo di Circondario;
- delegato del Ministero dell'interno con funzioni di segretario e diritto di voto.[2]

Con regio decreto del 1868 fu fissato al 16 gennaio 1869 il termine ultimo per il ricevimento delle domande da parte del Ministero.

#### Commissione centrale del 1884
Durante l'epidemia di colera del 1884 la benemerenza fu conferita in gran numero e la relativa normativa riformata.
Allo scopo di esprimere un parere sulle proposte avanzate dalle Commissioni circondariali, con il regio decreto n. 2773 del 1884 fu istituita presso il Ministero dell'interno una Commissione centrale: il Ministro dell'interno ne nominava membri:
- due consiglieri di Stato, di cui il più anziano assumeva la presidenza,
- due membri, ordinari o straordinari, del Consiglio superiore di sanità,
- un sostituto procuratore generale o consigliere presso la Corte d'appello di Roma,
- due direttori capi di Divisione del Ministero dell'interno,

la funzione di segretario era esercitata da un impiegato di prima categoria del Ministero.
Con lo stesso decreto fu stabilito che le Commissioni circondariali dovevano presentare le proposte, tramite i prefetti, entro il termine perentorio di tre mesi, poi prorogato a tutto il mese di marzo 1885 con regio decreto n. 2982 del 1885.

#### Commissione centrale del 1888
Nell'anno 1887 un'epidemia di colera si diffuse in circa 372 comuni appartenenti a 18 diverse province del Regno, si verificarono 12.372 casi di malattia con 6.578 morti.
Di conseguenza la commissione fu istituita nuovamente con regio decreto n. 5688 del 1888, il Ministero dell'interno ne nominava componenti:
- il procuratore generale del Re presso la Corte d'appello di Roma e membro nato del Consiglio superiore di sanità, che ne assumeva la presidenza;
- il medico ispettore del Corpo sanitario militare residente a Roma e membro nato del Consiglio superiore di sanità;
- il direttore della Sanità pubblica del Regno;
- due direttori capi di divisione ovvero ispettori generali presso il Ministero dell'interno;
- un primo segretario presso il Ministero dell'interno con funzioni di segretario.

La commissione esaminò 2.399 proposte fatte dalle Commissioni locali e diede 1.525 pareri positivi: 632 per medaglie e 872 per attestazioni di benemerenza che furono concesse con regio decreto del 23 novembre 1889, con il quale furono pubblicati gli elenchi dei premiati (suddivisi per comune, per ciascuno dei quali venne indicato il numero degli abitanti, dei casi di colera e dei morti).

#### Commissione centrale permanente
Con il regio decreto n. 184 del 1914 fu istituita presso il Ministero dell'interno una Commissione centrale permanente, ogni triennio il Ministro dell'interno ne nominava membri:
- un consigliere di Stato che la presiedeva;
- il direttore generale della sanità pubblica;
- un medico ispettore del corpo sanitario militare;
- un medico ispettore del corpo sanitario marittimo;
- un direttore capo di divisione del Ministero dell'interno;

la funzione di segretario era esercitata da un funzionario di prima categoria del Ministero.

##### Modifiche tra il 1916 e il 1918
Con il decreto luogotenenziale n. 1910 del 1915 la composizione della Commissione fu così modificata, a decorrere dal 1º gennaio 1916:
- il direttore generale della sanità pubblica, presidente;
- il capo dell'ufficio sanitario al Ministero della guerra;
- un direttore capo di divisione del Ministero dell'interno;

inoltre fu prevista una indennità ed un rimborso spese viaggio per i membri.
La normativa del 1914 fu riportata in vigore, a decorrere dal 1º gennaio 1917, con decreto luogotenenziale n. 209 del 1917.
Con decreto luogotenenziale n. 1048 del 1918 fu istituita la Medaglia al merito della sanità pubblica e si stabilì che la Commissione avrebbe espresso parere anche sul conferimento di questo riconoscimento.

##### Modifica del 1929
Con regio decreto n. 2193 del 1929 fu nuovamente modificata la composizione della Commissione; ne facevano parte:
- un consigliere di Stato che la presiedeva;
- il direttore generale della sanità pubblica;
- un ufficiale generale medico del Regio esercito;
- un ufficiale generale medico dell'Armata;
- un ufficiale superiore medico dell'ufficio centrale di sanità dell'Aeronautica;
- un ufficiale medico dell'ufficio della M.V.S.N. di grado non inferiore a console;
- un direttore capo di divisione del Ministero dell'interno;

la funzione di segretario era esercitata da un funzionario di prima categoria del Ministero.

### Insegne
Medaglia d'oro, d'argento o di bronzo, del diametro di tre centimetri e mezzo, avente:
sul rectol'effigie del re:
sul versouna corona di quercia con intorno la legenda «Ai benemeriti della salute pubblica».
Le medaglie si portavano sul petto, a sinistra, appese a un nastro largo trentasei millimetri di color cilestro, con orli neri di sei millimetri.
I nomi dei premiati erano pubblicati nella Gazzetta Ufficiale del Regno.

#### Versioni
La prima versione prodotta dalla Regia zecca reca sul recto il volto del re rivolto a sinistra, sotto il collo la scritta "A.M.INC." e sul bordo la leggenda "VITTORIO EMANUELE II RE D'ITALIA".
Successivamente l'effigie venne sostituita con quelle dei re che si succedettero al trono: Umberto I e Vittorio Emanuele III. Ne esistono versioni con le scritte in latino.
La medaglia fu prodotta anche da ditte private, come la Stefano Johnson di Milano.
Per l'epidemia di colera del 1884 fu coniata una variante della medaglia che al rovescio presenta la scritta "Anno 1884" al centro della corona di quercia.

## Repubblica italiana
Dopo la caduta della monarchia la normativa del 1867 e 1886 è stata confermata con il DCPS n. 344 del 1946, tuttora in vigore.
Le medaglie e l'«attestazione di benemerenza» sono conferite con decreto del Presidente della Repubblica, su proposta del Ministro della sanità (originariamente del Presidente del Consiglio dei ministri), sentito il parere della Commissione centrale permanente incaricata di esaminare il merito delle azioni da premiare.
La Commissione ha sede presso il Ministero della sanità, è nominata con decreto Ministeriale e si rinnova ogni triennio; ne fanno parte:
- un consigliere di Stato che la presiede;
- il segretario generale del Ministero della Sanità[19];
- il direttore generale dell'Istituto Superiore di Sanità;
- il direttore generale dei servizi medici ed il direttore generale dei Servizi veterinari del Ministero della Sanità[19] o i loro delegati (così modificato con d.p.R. n. 637 del 1952[20]);
- un ufficiale generale medico dell'Esercito;
- un ufficiale generale medico della Marina;
- un ufficiale generale medico dell'Aeronautica;

le funzioni di segretario sono disimpegnate da un funzionario in servizio presso Ministero della Sanità.

### Insegne
Con il d.p.R. n. 637 del 1952 sono state apportate alcune modifiche alla decorazione: la medaglia d'oro, d'argento o di bronzo, ha un diametro di tre centimetri e reca:
sul rectol'Emblema della Repubblica Italiana;
sul versouna corona di quercia con intorno la leggenda «Ai benemeriti della salute pubblica».
Il nastro non è variato.